# Soleil du matin
Soleil du matin – ou en anglais Morning Sun – est un tableau réalisé par le peintre américain Edward Hopper en 1952. Cette huile sur toile est une scène de genre qui représente une femme seule assise sur un lit face à une fenêtre donnant sur un bâtiment. L'œuvre est conservée, dans le fonds Ferdinand Howald depuis le 14 mai 1954,, au Columbus Museum of Art, à Columbus, dans l'Ohio.

## Commentaires de l'artiste
Hopper, écrit dans ses carnets post réalisation (fiche 43, rapportée par Jo Hopper) « Peint en atelier, à New York en février 1952 ». Il y énumère les couleurs et les détails des éléments de sa composition : « chemise de nuit rose, cheveux bruns, peau claire, draps blancs striés d'ombres grises ». 
Il décrit également le jeu des contrastes comme « arrière de la tête et silhouette dans l'ombre »… « le vert des murs, foncé dans l'ombre, ou en zones claires, ou celui de l'extrémité de la fenêtre ». 
Il apporte des précisions sur le décor architectural de la pièce et de son ouverture vers le monde extérieur :  « raccord fenêtre sur les étages supérieurs en briques rouges »…  « bande verticale de maçonnerie sur le côté gauche du bord de la fenêtre, blanche dans la lumière »…